# كريدية إبراهيم
كريدية إبراهيم هو مؤرخ وباحث مغربي، من مواليد 1951، مدينة آسفي.

## حياته
تلقى تعليمه الابتدائي والثانوي في مدينة آسفي، وبعد حصوله على شهادة البكالوريا، التحق بكلية الآداب والعلوم الإنسانية، التابعة لجامعة محمد الخامس بالرباط، وفيها حصل على إجازة في التاريخ سنة 1976، كما حصل في السنة الموالية على دبلوم في التربية وعلم النفس.من كلية علوم التربية بنفس الجامعة والمدينة.

## مساره
أسس مجلتين، الأولى سنة 1983، باسم مجلة «الهدف» وهي دورية علمية وتربوية، تعنى بشؤون تدريس مادة الاجتماعيات؛ والثانية سنة 1993، وهي مجلة «آسفو»، تبحث في الشأن المحلي لمدينة آسفي وإقليمها، في بعديهما الثقافي والاجتماعي.
ساهم في تأسيس وإدارة عدة جمعيات، وهي«جمعية آسفي للبحث والتوثيق» و«جمعية آسفي للبحث في التراث الديني»، كما شارك في المكتب الأول «لجمعية مدرسي الاجتماعيات بآسفي» غداة تأسيسها، وهو عضو في جمعية حوض آسفي، وعضو في الكتب المسير لمؤسسة الفكر /المقهى الأدبي بآسفي.

## مساهماته
شارك في عدة تظاهرات ثقافية محلية ووطنية، كانت آخرها مساهمته في الحفل العلمي الذي أقامته المندوبية السامية للمقاومة وجيش التحرير بمدينة آسفي في يناير 2000؛ وفي الندوة العلمية التي أقامتها كلية الآداب والعلوم الإنسانية التابعة لجامعة أبي شعيب الدكالي بكل من مدينتي أزمور والجديدة في ماي 2004؛ وفي الندوة العلمية التي أقامتها أكاديمية المملكة المغربية بمدينة آسفي في أكتوبر 2004؛ وفي الحفل العلمي الذي أقامته مؤسسة إدمون عمران المالح للثقافة والفنون بآسفي سنة 2006.
أنجز مجموعة من الأبحاث والدراسات التاريخية والتربوية والديداكتيكية: نشرها بمجلة «الهدف» ومجلة «آسفو» ومجلة «الثقافة العربية» الليبية، وفي «الدفتر الأول» من منشورات «مؤسسة دكالة عبدة للثقافة والتنمية»، وضمن منشورات كلية الآداب والعلوم الإنسانية بالجديدة وضمن مطبوع أكاديمية المملكة المغربية المعنون ب «الوجود البرتغالي في المغرب وأثاره» الصادر في يونيه 2006.

## أعمــــــاله
أنجزعدة دراسات حول تاريخ حاضرة آسفي وأعلامها، ظفر بعضها بتقديم وتنويه من بعض أساطين البحث والتحقيق بالمغرب، وتناولتها أقلام بعض المهتمين بالتحليل والتقريظ ببعض الصحف والدوريات، وقد صدر منها في كتب حتى الآن:
1 - «القائد الوزير عيسى بن عمر العبدي بين خدمة المخزن ومواجهة الاستعمار» في طبعتين.
2 - «منار آسفي الوهاج الشيخ أبو محمد صالح».تاريخ النشر: 1991، الناشر: شركة الطبع والنشر، الدار البيضاء، عدد الصفحات:.........
3 - «نبش في تاريخ المقاومة المسلحة بآسفي بعد نفي محمد الخامس».
4 - «الفقيه محمد الهسكوري سلفيا ووطنيا ورائدا للتعليم الوطني» في طبعتين.
5 - «القائد عيسى بن عمر وثورة أولاد زيد وواقعة الرفسة» في طبعتين.
6 - «صلحاء آسفي وعبدة وما كان لهم من أدوار اجتماعية» في طبعتين.
7 - «صفحات من تاريخ يهود آسفي» في طبعتين.
8- «شذرات من تاريخ المسجد الأعظم بآسفي وما تعاقب عليه من الأئمة العلماء والخطباء القضاة» في طبعتين.
9- «محمد بن حدو سفير السلطان المولى إسماعيل إلى الملك شارل الثاني» في طبعتين.
10- «أضواء على الربي أبراهام كبير أولياء أولاد بن زميرو السبعة بآسفي» في طبعتين.
11 - «الحاج اعبيد، مسيرة رجل أعمال أسطوري وتاريخ إقلاع مدينة»
12- «زوايا الشرفاء بآسفي وباديتها» في طبعتين.
13- «المستاري والبوعمراني وبلخضير الثلاثة الموقعون على عريضة المطالبة بالاستقلال من آسفي» في طبعتين.
14-«شخصيات من كبراء آل بنهيمة في القرنين الماضيين بحاضرة آسفي».
15- «مختارات من تقاييد ومخطوطات بعض علماء آل بنهيمة، وما تدخره من نوادر أخبار آسفي».
16 - «قبسات من تاريخ نضال الوطني الآسفي القدوة: عبد السلام مجيد».
17- «الفقيه عبد السلام المستاري الوطني الكبير وأول قاض شرعي بعد الاستقلال بآسفي».
18- «قضاة دكالة وعبدة في مصنف الفقيه الكانوني حول تاريخ آسفي».
19-Les Cadis des Doukkala-Abda dans l’ouvrage : Histoire de Safi et des Abda de l’historien Al Faquih Med Al Abdi Al Kanouni.
20- «الوطني الأمين الفقيه محمد بن الطالب الفلكي».
21- «غوث مدينة آسفي، الشيخ أبو محمد صالح وطريقه الصوفي» في طبعتين.
22- «عيسى بن عمر العبدي وحقيقة القائد المتسلط والسفاح» في طبعتين.
23- «محاولة في كشف بصمات المحيط الأطلسي في تاريخ وعمران حاضرة آسفي».
24- «أمثلة من مجاعات وأوبئة وكوارث ضربت آسفي منذ الاحتلال البرتغالي وحتى عام البون».
25- «المعلم الكبير العملي باني نهضة وشهرة خزف آسفي».
26- «ربيعة الإدريسي الحسني أول امرأة دبلوماسية من حاضرة آسفي».
27-Maître B. Lamali et son rôle dans la rénovation de la poterie de Safi et dans sa renommée.
28- «الخيل في التاريخ والتراث الشعبي ببلاد عبدة واحمر من دكالة الكبرى» في طبعتين.
29- «المعلم لغريسي أو ثلاثة أجيال من العطاء والإبداع الخزفي بمدينة آسفي».
30- Maître Laghrissi ou Trois générations de création de poterie artistique dans la ville de Safi.
31- «تعريف بانتفاضة دار الباشا الدموية بآسفي يوم 31 مارس 1952».
32- "Pages de l’histoire des juifs de Safi" (publié à Paris en 2009)
33- «الأستاذ الموسيقي عبد الرحمان الوزاني وشذرات من تاريخ الموسيقى الأندلسية بمدينة آسفي».
34- «إطلالة في التراث التاريخي والصوفي والجهادي للولي المجاهد مول البركي، فارس العلم والتصوف والجهاد».
35- «الأستاذ سيدي التهامي الوزاني، رجل التراث والفنون الجميلة والعطاء الإنساني المسترسل».
36- «تعريف برباط سيدي شيكر ببلاد احمر، رباط جهاد وصرح صوفي عريق ومنارة للإسلام السمح المنفتح» في طبعتين.
37-« Lumières sur Rabbi Abraham chef des septs de Oulad Ben Zmirou ».
38- «الوطني والنقابي والحزبي والأستاذ والخطيب والمؤرخ: الفقيه محمد السرغيني الآسفي».
39- «وريقات من التاريخ الخصيب لمدينة جمعة سحيم ومحيطها» في طبعتين.
40- «سيدي شاشكال أو حج المسكين».
41- قصر البحر
42- «كشف بعض من الحقائق والخوارق والأساطير التي تتصل بسيرة وتاريخ الولي سيدي عبد العزيز بن يفو بجهة دكالة»، في طبعتين.
43- «الحاج محمد باجدوب الآسفي سلطان الطرب المغربي الأصيل»
44- «القشلة أو دار السلطان».
45- «رحاة الريح».
46- «قصبة أيير».
47- «دار البارود ودار البحر».
48- «أسوار آسفي وأبراجها وأبوابها».
49- «حفريات في تاريخ مقابر أسفي وإقليمها: المقابر بآسفي تاريخ وتراث».
50- «أوراق من تاريخ القنص ببلاد عبدة واحمر ودكالة».
51- «الشيخ الصوفي أبو محمد صالح وإحياء فريضة الحج والجسر بين بلدان المغرب والمشرق».
52- «أضواء على شرفاء رجراجة ودورهم المشهور».
53- «المرسى القديمة».
54- «الرباط: رباط الشيخ وحومة الرباط وزنقة الرباط وباب الرباط».
55- «الكاب أو البدوزة».
56- «ضاية زيمة».
57- «الصويرية أو أكوز».
58- «حتى لا ننسي البوسطة القديمة».
59- «دار القايد السي عيسى».
60- «المدرسة العتيقة بآسفي».
61- «محمية سيدي شيكر».
62- «الحلاوي وبريشة وطنيان منسيان من آسفي».

## المصـــادر والمراجع
- جريدة الاتحاد الاشتراكي بتاريخ 20- 10- 2012 م .
- مكتبة أنفاس الإلكترونية: مقال بتاريخ 15-11- 2012 م .